# Simulium bezzii
Simulium bezzii es una especie de insecto del género Simulium, familia Simuliidae, orden Diptera.
Fue descrita científicamente por Corti, 1914.